# Dramma giocoso
Il dramma giocoso è un genere operistico che ebbe origine in Italia verso la metà del XVIII secolo.
Il termine venne per la prima volta usato da Giovanni Cosimo Villifranchi come prefazione al suo lavoro comico L'Ipocondriaco, però fu Carlo Goldoni che iniziò ad impiegarlo regolarmente dal 1748. Un dramma giocoso ha un intreccio sentimentale o patetico concluso da un lieto fine e si colloca quindi a metà strada tra l'opera seria e l'opera buffa. Il genere si sviluppa dalla tradizione dell'opera napoletana, principalmente grazie al lavoro di Goldoni a Venezia.
Drammi giocosi furono musicati da Baldassare Galuppi, Niccolò Piccinni, Antonio Salieri, Domenico Cimarosa, Franz Joseph Haydn, Gioachino Rossini e da molti altri compositori. Oggi tra le opere appartenenti a questo genere sono rimaste in repertorio soprattutto Don Giovanni e Così fan tutte di Mozart e Da Ponte, L'italiana in Algeri e La Cenerentola di Rossini e L'elisir d'amore di Donizetti.

## Esempi di drammi giocosi
- Il filosofo di campagna, musica di Baldassare Galuppi, libretto di Carlo Goldoni.
- La ritornata a Londra, musica di Domenico Fischietti, libretto di Carlo Goldoni.
- Il mercato di Malmantile, musica di Domenico Fischietti, libretto di Carlo Goldoni.
- Il signor dottore, musica di Domenico Fischietti, libretto di Carlo Goldoni.
- La fiera di Sinigaglia, musica di Domenico Fischietti, libretto di Carlo Goldoni.
- Gli uccellatori, musica di Florian Leopold Gassmann, libretto di Carlo Goldoni.
- Filosofia in amore, musica di Florian Leopold Gassmann, libretto di Carlo Goldoni.
- Le serve rivali, musica di Tommaso Traetta, libretto di Pietro Chiari.
- La finta semplice, musica di Wolfgang Amadeus Mozart, libretto di Marco Coltellini.
- La finta giardiniera, musica di Wolfgang Amadeus Mozart, libretto attribuito a Giuseppe Petrosellini.
- Il curioso indiscreto, musica di Pasquale Anfossi, libretto di Giovanni Bertati.
- La grotta di Trofonio, musica di Antonio Salieri, libretto di Giovanni Battista Casti.
- Don Giovanni, musica di Wolfgang Amadeus Mozart, libretto di Lorenzo Da Ponte.
- Così fan tutte, musica di Wolfgang Amadeus Mozart, libretto di Lorenzo Da Ponte.
- Il matrimonio segreto, musica di Domenico Cimarosa, libretto di Giovanni Bertati.
- La scuola de' gelosi, musica di Antonio Salieri, libretto di Caterino Mazzolà.
- L'italiana in Algeri, musica di Gioachino Rossini, libretto di Angelo Anelli.
- La Cenerentola, musica di Gioachino Rossini, libretto di Jacopo Ferretti.
- L'elisir d'amore, musica di Gaetano Donizetti, libretto di Felice Romani.
- Un giorno di regno, musica di Giuseppe Verdi, libretto di Felice Romani.